# اعتزلت الغرام (ألبوم)
اعتزلت الغرام هو آخر ألبوم صدر للفنانة ماجدة الرومي عام 2006 بعد غياب دام طويلا تعاونت فيه مع ملحنين كبار مثل ملحم بركات وعبدالرب إدريس وأيضا مع ملحنين شباب مثل مروان خوري وجان ماري رياشي. الألبوم جمع بين المودرن والكلاسيك.

## أغاني الألبوم
- أحبك جدا
- حبيبي
- اعتزلت الغرام
- بالقلب خليني
- كيف
- غني للحب
- الحب والوفاء
- نشيد الزفاف
- في ليلك الساري
- يامعذب قلبي
- سوف نبقى